# Drei Ehen
Drei Ehen (Originaltitel: They Were Sisters) ist ein britisches Filmdrama von Regisseur Arthur Crabtree aus dem Jahr 1945 mit Phyllis Calvert, James Mason, Hugh Sinclair und Anne Crawford in den Hauptrollen. Der Film wurde von Gainsborough Pictures  nach dem gleichnamigen Roman They Were Sisters von Dorothy Whipple produziert.

## Handlung
Erzählt werden die Lebensgeschichten der drei Schwestern, Lucy (Phyllis Calvert), Charlotte (Dulcie Gray) und Vera (Anne Crawford).
Der Film beginnt bei einem Tanz im Jahr 1919, wo die Persönlichkeiten der Protagonistinnen eingeführt und nach und nach durch das Werben und der anschließenden Ehe mit ihren Männern in ihrer psychischen Befindlichkeit dargestellt werden. Obwohl die Schwestern im Laufe der Jahre eng beieinanderbleiben, entwickeln sich ihre Charaktere und die Lebens- und Liebespfade, die ihnen das Leben auferlegt, gänzlich unterschiedlich.
Lucy ist die Frau mit der psychisch größten Stabilität der drei, eine sensitive und praktisch veranlagte Frau in einer glücklichen Ehe, deren größte Traurigkeit darin besteht, dass sie keine Kinder bekommen kann. Doch diese Tatsache kompensiert sie geschickt über ihre Zuneigung, die sie gleichmäßig auf ihre Neffen und Nichten verteilt.
Vera ist mit einer Ein-Kind-Beziehung gesegnet, doch ihr Leben ist eintönig und lieblos, sie ist unruhig und gelangweilt von ihrem tristen Leben zu Hause, daher frönt sie ihrem Appetit auf Abenteuer und Aufregung durch eine Reihe von Flirts mit anderen Männern, manchmal jenseits der Grenze des sozial und moralisch Verträglichen.
Charlotte ist eine eingeschüchterte und ängstliche Person, die unter dem schweren physischen und emotionalen Joch ihres grausamen und rücksichtslosen Ehemannes leidet, der sie manipuliert und sie ständig vor ihren drei Kindern demütigt.

## Kritiken
„Eheschicksale dreier Schwestern, die eng miteinander verbunden sind und sehr ungleiche Männer heiraten; einer von ihnen entpuppt sich als sadistischer Psychopath. Packendes Kolportagedrama mit kriminalistischen Elementen und guten Schauspielerleistungen.“

## Produktionsnotizen
Das Szenenbild stammt von David Rawnsley. Tonmeister war B.C. Sewell. Die musikalische Leitung hatte Louis Levy. Die Kostüme lieferte Yvonne Caffin. Len Garde zeichnete als Maskenbildner verantwortlich und die Produktionsleitung hatte Harold Richmond.